# Lanuginella
Lanuginella is een geslacht van sponsdieren uit de klasse van de Hexactinellida.

## Soort
- Lanuginella pupa Schmidt, 1870